# Coimbatore Sundararajan Venkatakrishnan
Coimbatore Sundararajan Venkatakrishnan (* 1966 in Indien) ist ein Manager, der im Bereich Finanzdienstleistung tätig ist. Seit November 2021 ist er der Vorstandsvorsitzende (CEO) der britischen Großbank Barclays.

## Laufbahn
Coimbatore Sundararajan Venkatakrishnan wurde 1966 in Indien geboren. Er nennt sich kurz „Venkat“.
Nach dem Studium in den USA begann Venkat seine berufliche Laufbahn 1994 bei der US-amerikanischen Bank JP Morgan Chase. Er blieb dort mehr als 20 Jahre und bekleidete Führungspositionen in der Vermögensverwaltung, im Investmentbanking und im Risikomanagement. 
Seit 2016 ist Venkat für die britische Großbank Barclays tätig. Im November 2021 wurde er Group Chief Executive (CEO).
Ein Jahr später teilte Barclays im November 2022 mit, dass sich der Vorstandsvorsitzende wegen einer Krebserkrankung in Behandlung begeben muss. Bei Venkat wurde ein Non-Hodgkin-Lymphom diagnostiziert.
Im November 2023 prüfte Venkat eine strategische Neuausrichtung der Bank, da Barclays im Vergleich zur Konkurrenz einen der niedrigsten Börsenwerte aufweise.
In einem seiner seltenen Interviews sagte Venkat im Juli 2024, dass man das Geschäft nicht der US-Konkurrenz überlassen sollte: „Europa braucht große Banken“. Es gebe genügend Möglichkeiten, den großen amerikanischen Spielern Marktanteile abzunehmen.